# Barthélemy Faujas de Saint-Fond
Barthélemy Faujas de Saint-Fond, né le 17 mai 1741 à Montélimar et mort le 18 juillet 1819 dans la même ville, est un géologue et volcanologue français.

## Biographie
Il est le fils de Barthélemy Faujas, greffier en l'élection de Montélimar puis notaire, et de Marie Boisset.
Etudiant à Lyon, il continue en droit à Grenoble et prend la fonction de juge de 1ère instance à Montélimar.
Professeur et administrateur de 1783 à 1818 au Muséum national d'histoire naturelle, il est le premier titulaire de la chaire de géologie.
Il étudie les volcans du Vivarais et du Velay. Il exploite la pouzzolane et les manières de l'employer. Il découvre la mine de fer de La Voulte-sur-Rhône.
Il soutient les débuts de l'aérostation en lançant des souscriptions pour la construction de ballons. Il aide tout d'abord Jacques Charles puis Étienne Montgolfier et Jean-François Pilâtre de Rozier.
Il participe à l’Histoire naturelle de Buffon pour la partie de géologie.
Grand voyageur, il sillonne l'Europe.
Avec Paolo Andreani qui le rejoint en Angleterre, il explore l'île écossaise de Staffa pour y observer la structure rocheuse, expédition à laquelle se joint le polymathe américain William Thornton. Pendant le voyage, Faujas détermine que la grotte de Fingal a une origine volcanique. Lors de leur retour, ils rencontrent James Watt.

## Œuvres
- Mémoire sur des bois de cerfs fossiles (1776).
- Œuvres de Bernard Palissy, revues sur les exemplaires de la Bibliothèque du Roi (1777).
- Recherches sur la pouzzolane, sur la théorie de la chaux et sur la cause de la dureté du mortier, avec la composition de différens cimens en pouzzolane, et la manière de les employer, tant pour les bassins, aqueducs, réservoirs, citernes et autres ouvrages dans l'eau, que pour les terrasses, bétons et autres constructions en plein air (1778).
- Recherches sur les volcans éteints du Vivarais et du Velay (1778).
- Mémoire sur la manière de reconnaître les différentes espèces de pouzzolane (1780).
- Histoire naturelle de la province de Dauphiné (1781). En ligne : t. 1
- Description des expériences de la machine aérostatique de MM. de Montgolfier et de celles auxquelles cette découverte a donné lieu, suivie de recherches sur la hauteur à laquelle est parvenu le ballon du Champ-de-Mars... (1783-1784).
- Des ballons aérostatiques, de la manière de la construire, de les faire élever : avec quelques vues pour les rendre utiles. On y joint l'histoire des ballons les plus singuliers, soit par la manière dont ils furent construits, soit par l'élévation où ils sont parvenus & leur capacité (1784).
- Minéralogie des volcans, ou Description de toutes les substances produites ou rejetées par les feux souterrains (1784).
- Recherches sur l'art de voler, depuis la plus haute antiquité jusqu'à ce jour, pour servir de suite à la « Description des expériences aérostatiques » (1784).
- Essai sur l'histoire naturelle des roches de trapp (1788).
- Essai sur le goudron du charbon de terre (1790).
- Voyage en Angleterre, en Écosse et aux îles Hébrides, ayant pour objet les sciences, les arts, l'histoire naturelle et les mœurs (1797).
- Histoire naturelle de la montagne de Saint-Pierre de Maestricht (1798). En ligne : t. 1 ; t. 2 (planches)

- Essai de géologie, ou Mémoires pour servir à l'histoire naturelle du globe (1803-1809), t. 2.
- Mémoire sur une grosse dent de requin et sur un écusson fossile de tortue, trouvés dans les carrières des environs de Paris (1803).

- Notice sur une mine de charbon fossile du département du Gard, dans laquelle on trouve du succin et des coquilles marines (1809)

### Éponymie
En 1842, le minéralogiste Alexis Damour nomme la faujasite en l'honneur de Faujas de Saint-Fond.